# نوشتن بر شهر
نوشتن بر شهر (انگلیسی: Writing on the City) نام مستندی ۶۰ دقیقه‌ای ساخته کیوان کریمی است که به گونه‌ای منسجم و با نگاهی متفاوت به دیوارنویسی‌ها و گرافیتی‌های شهر تهران از اوایل انقلاب ۱۳۵۷ ایران تا دوران پس از جنبش سبز می‌پردازد. تهیه این فیلم از سال ۱۳۹۱ آغاز شد و پس از سه سال در تابستان ۱۳۹۴ تمام شد. فیلم بارها تدوین شد و در جشنواره‌های متعددی به نمایش درآمد. پس از انتشار پیش‌نمایش فیلم نوشتن بر شهر در یوتیوب در سال ۱۳۹۲، کیوان کریمی توسط نیروهای سپاه پاسداران دستگیر شد و در مهرماه ۱۳۹۴ دادگاه انقلاب اسلامی کیوان کریمی را به اتهام «تبلیغ علیه نظام جمهوری اسلامی و توهین به مقدسات» به ۶ سال حبس تعزیری و ۲۲۳ ضربه شلاق محکوم کرد.

## دیدگاه‌ها
حمید دباشی نویسنده و استاد دانشگاه کلمبیا نیز پس از مشاهده فیلم نوشتن بر شهر در یادداشتی که در سایت الجزیره منتشر شد نوشت: «مستندی خارق‌العاده درباره‌ی سیر تکاملی گرافیتی در تهران طی ۳ دهه‌ی اخیر. فیلم جدای از شایستگی‌های بدیهی‌اش، تأثیر به‌سزایی در من گذاشت. حدود ۳ دهه پیش کتابی دربارهٔ پیکرنگاری انقلاب ایران در ۹۷–۱۹۷۷ نوشتم که شامل فصلی درباره‌ی دیوارنویسی‌ها بود. کیوان با «نوشتن بر شهر» روایت آن گرافیتی‌ها را در پسایند جنبش سبز با مضمون تاریخی و زیبایی‌شناسی به تصویر کشیده بود.».
رائول ونه‌گم از فعالان و نویسندگان اصلیِ جنبش سیتواسیونیستی، پس از دیدنِ فیلمِ مستند «نوشتن بر شهر»، در قطعه‌ایی برای کریمی نوشت: “ به کیوان کریمی / دیوار یک آینه است. / آینهٔ خانه، آینهٔ شهر، آینهٔ جهان. / گوناگون‌ترین بازتاب‌ها، همچون ابرها در آسمان، بر آن می‌گذرند. / ما آموخته‌ایم که باید به آن‌سوی آینه برویم، تا آنچه که بسته است گشوده شود. / آزادیِ دیوارها، دیوارهای زندان را درهم می‌شکند. / آن‌گاه که واقعیت حجاب‌اش را برمی‌دارد، رؤیا به واقعیت بدل می‌شود. / زیرِ پوششِ اعتقادات و ایده‌ها، آنچه زیسته می‌شود همواره برهنه است. / پس هیچ‌چیز انسان را از خویش پنهان نمی‌سازد. / روزی دیوارها شفافیتِ امیال‌مان را خواهند داشت ”
اسکار آلگریا، رئیس فستیوال پونتو د ویستا، جشنواره‌ای که در آن فیلم «نوشتن بر شهر» برای نخستین بار به صورت عمومی به نمایش درآمد، دربارهٔ این فیلم می‌گوید: «هنگام تماشای آن به معنای واقعی انتظار ما برآورده شد. درست همان چیزی بود که می‌خواستیم باشد. ما فیلمی را نمی‌خواهیم که وجدان مخاطب را به خواب ببرد، بلکه چیزی را می‌پسندیم که ما را بیدار کند و «نوشتن بر شهر» کاملاً اینگونه بود. فیلمی که سوال‌های بدون جوابی را ایجاد می‌کند… این اثر چیزی بسیار متفاوت از مستندی «علیه» چیزی است… او دارد حقایق را به ما می‌گوید.»
جونا نازارو، نماینده عمومی جشنواره بین‌المللی منتقدان فیلم هفته ونیز، کیوان کریمی را فیلمسازی «چالشگر» و «خلاق» توصیف می‌کند که امرش کلنجار رفتن با فرم و شکل سینما و وضعیت جامعه است. او همچنین در یادداشتی که وب‌سایت جشنواره ویزیون دوریل آن را منتشر کرد دربارهٔ مستند «نوشتن بر شهر» نوشت: «در آشفتگی پس از انقلاب ایران که نه تنها تاریخ سیاسی ایران، بلکه جهان را تغییر داد، تصاویر خمینی و شریعتی در همه جا به چشم می‌خوردند. تنوع چندباره شعارها رنگ‌های جدیدی به شهر بخشید. سپس جنگ ایران و عراق رخ داد. زین پس تصاویر شهیدان، فرماندهان جنگی و قهرمانان جان نثار موضوع اصلی بود. دیوارهای شهر دماسنج اجتماعی و سیاسی جامعه ایرانی شده بودند. مکانی جدید برای ابراز احساسات عمومی متولد شده بود. گرچه فیلم تنها روایتی ۳۰ ساله، از شروع انقلاب تا انتخاب دوباره احمدی‌نژاد در سال ۲۰۰۹ را نقل می‌کند اما متأسفانه پس از اتمام پروژه فیلم، کارگردان آن، کیوان کریمی به اتهام توهین به اسلام و نظام، به ۶ سال زندان و ۲۲۳ ضربه شلاق محکوم شد. «نوشتن بر شهر» یکی از بهترین مستندهای ایران در سال‌های اخیر است.»
در همین خصوص، وب‌سایت جشنواره بین‌المللی سینمای مستقل بوینس آیرس در کشور آرژانتین نیز یادداشتی منتشر کرد و نویسنده در آن دیدگاه خود را دربارهٔ فیلم نوشتن بر شهر و ماجراهایی که بدنبال آن برای فیلم‌ساز، کیوان کریمی رخ داد را اینگونه شرح داد: «گرافیتی‌ها مهمترین وقایعی که در تهران رخ داده را به تصویر کشیده‌اند. این پیام‌ها مانند دیوارهایی که در ۲۰۰ سال گذشته [در شهر تهران] ساخته شده‌اند گسترش یافته‌اند. گرچه موضوعات و اهداف گرافیتی‌ها تأثیر به‌سزایی در نشان دادن تصویر تحریف شده از واقعیت ایران داشته‌اند اما نگاه کیوان کریمی فراتر از شرح تاریخی - سیاسی انقلاب ایران بوسیله آرشیو و تصاویر گرفته شده توسط خودش می‌رود. فیلم سمبلی است از مواضع تسلیم ناپذیر کارگردان و از این جهت بحث‌های جهانی‌ای به راه انداخته است. دادگاه انقلاب ایران به تازگی کریمی را برای فیلم «نوشتن بر شهر» به یکسال زندان و ۲۲۳ ضربه شلاق محکوم کرده‌است. گرافیتی نویسان واقعی هیچگاه در خدمت قدرت نیستند.»
همچنین وبسایت روزنامه اسپانیایی ال موندو نیز دربارهٔ فیلم نوشتن بر شهر نوشت: «در صحنه مردی تلاش می‌کند تا خطوط پایانی یک چهره عظیم را بکشد. زمانی که دوربین روی او توقف می‌کند، صورت هنرمند در تاریکی شب پنهان شده و تنها چشمانی غریب پیداست، باز و بزرگ. آنگاه بیننده احساس می‌کند زیر نظر است. فیلم به بیننده می‌نگرد.» نویسنده در ادامه اضافه می‌کند: «در واقع فیلم تنها نوعی از هنر و تجلی آن یا در جایی دیگر تأثیری که روی مردم ایران، از قبل از انقلاب ۱۳۵۷ تا سال ۱۳۸۸ داشته است را نقد می‌کند. آیات و سوره‌های قرآنی، اعلامیه‌های جنگی، بیان عشق و عواطف، نقاشی‌های انتزاعی، آرزوهای دست نیافته و بار دیگر امید، روی دیوارهای تهران رژه می‌روند… همهٔ اینها همچون راوی آرزوها و بندگی‌های مردم هستند.»
منتقد دیگری در مصاحبه با روزنامه اسپانیایی اِل داریو دیدگاه خود را نسبت به فیلم نوشتن بر شهر این‌گونه بیان کرد: «مانند فیلم «زمزمه» ی انیس واردا یا «یک پوزخند بدون گربه» ساخته کریس مارکر (به ترتیب در لس آنجلس و پاریس) کریمی هم دریافته بود که گرافیتی‌ها ضمیری ناخودآگاه از شهر هستند. این قلم‌رویی بود که کریمی می‌خواست بفهمد و آنالیزش کند اما دولت حاکم بر کشور او که از معما بیزار است می‌خواهد او را به دلیل کنجکاوی مجازات کند.»
در ادامه این مقاله هم‌چنین آمده است: «عنوان فیلم به احترام آنری لوفور، جامعه‌شناس فرانسوی که از جنبش سیتواسیونیست (موقعیت‌گرا) الهام می‌گرفته، انتخاب شده است. بدین‌سان کریمی به نقد بیگانگی از جامعه سرمایه‌داری می‌پردازد. این درست نیست که چون فیلم نوشته‌های سیاسی روی دیوارها را مورد سؤال قرار می‌دهد موجب آزار و ناراحتی دولت ایران شده، بلکه برعکس، چون این دیوارنوشته‌ها به مردم قدرت می‌دهد و درواقع نشان می‌دهد که ایران، کشوری متفاوت از سایر کشورهای سرمایه‌داری نیست موجب حساسیت و ناراحتی شده است. در ایالات متحده آمریکا، گرافیتی‌ها دولت را مورد هدف قرار داده و شاید بتوان گفت همین نقاشی‌های دیواری یکی از دلایل قدرت فیلم‌سازی این کشور است. نگاه او (کریمی) عمیق و پیچیده است.»
فیلم‌ساز دیگری از اسپانیایی نیز دربارهٔ آخرین مستند کریمی می‌گوید: «فیلم این ویژگی را دارد تا بدون هرگونه توضیح و القای نظری، به سادگی واقعیت را نشان دهد، اینکه چی چیزی است و چه اتفاقی می‌افتد، نتیجه‌گیری به مخاطب واگذار شده است. حکم کیوان بسیار بد و ناعادلانه است. او به خاطر نمایش واقعیت محکوم شده است. او بدون توضیح یا حتی بدون جنجال، تنها واقعیت را نشان داد. غیرقابل تصور است که شما تنها بخاطر نمایش دادن چیزی محکوم شوید.»

## اکران فیلم

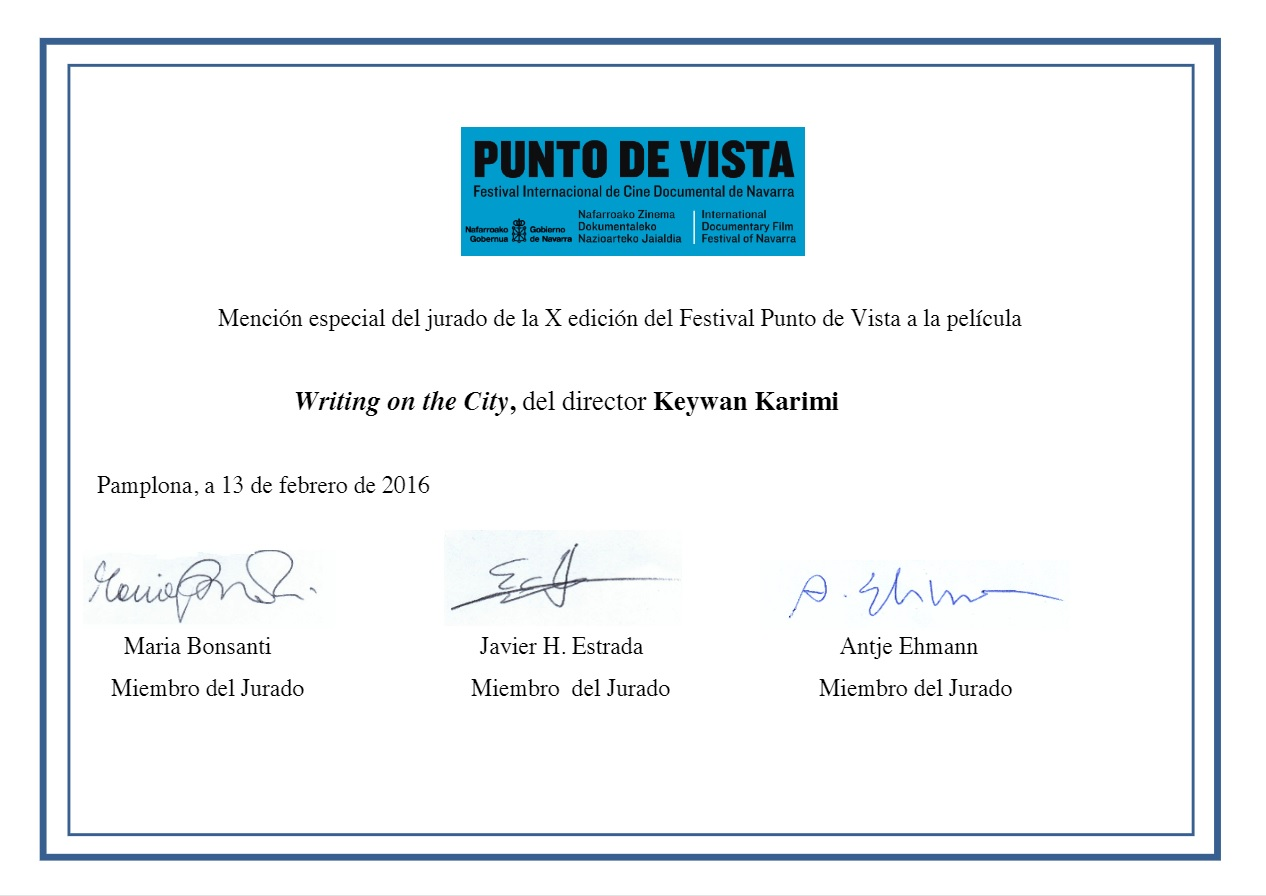
جایزه ویژه هیئت داوران جشنواره پونتو د ویستا اسپانیا به فیلم نوشتن بر شهر

فیلم «نوشتن بر شهر» تاکنون دو مرتبه در کشور اسپانیا روی پرده رفته است. نخستین بار در بهمن ماه ۱۳۹۴ در جشنواره فیلم پونتو د ویستا اکران شد و برنده جایزه ویژه از هیئت داروان این جشنواره شد. دومین نمایش این فیلم ۱۵ اسفند ۱۳۹۴ در مرکز بین‌المللی فرهنگ معاصر تاباکالر در شهر سن سباستین اسپانیا بود. «نوشتن بر شهر» همچنین در اردیبهشت سال ۱۳۹۵ در جشنواره ویزیون دوریل کشور سوئیس و پس از آن در جشنواره بین‌المللی سینمای مستقل بوینس آیرس در کشور آرژانتین به نمایش درآمد.
دانشگاه والنسیا در کشور اسپانیا نیز طی مراسمی در هفتم خرداد سال ۱۳۹۵ با اکران فیلم «نوشتن بر شهر» و همچنین صدور بیانیه ضمن اعتراض به حکم زندان و شلاق برای کیوان کریمی، مراتب حمایت خود را از این کارگردان اعلام کردند.
همچنین در ۱۲ تیر ۱۳۹۵ (۲ جولای)، جشنواره فیلم مون‌پلیه در کشور فرانسه نیز فیلم نوشتن بر شهر را به همراه دو فیلم دیگر از ایران به نمایش درآوردند. این مستند در اوت سال ۲۰۱۶ در جشنواره Filmes do Homem در کشور پرتغال نیز به نمایش درآمد.

## نگارخانه

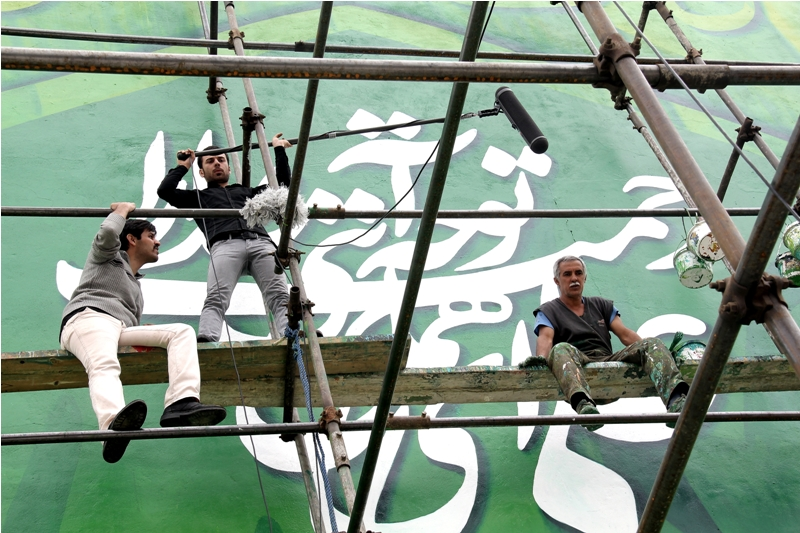
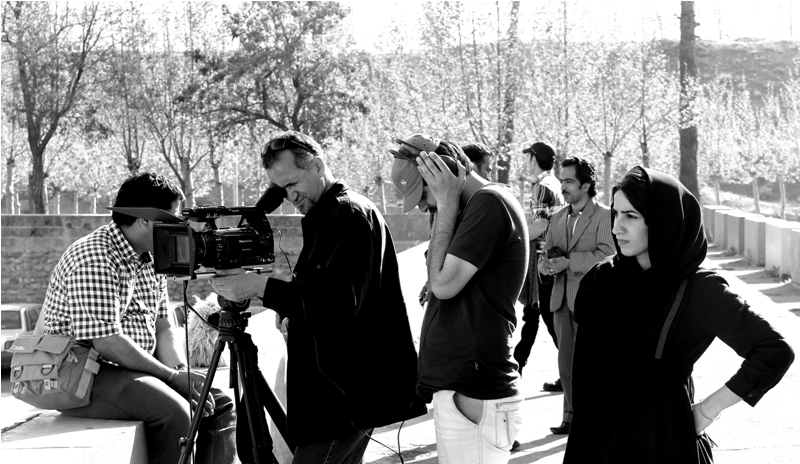
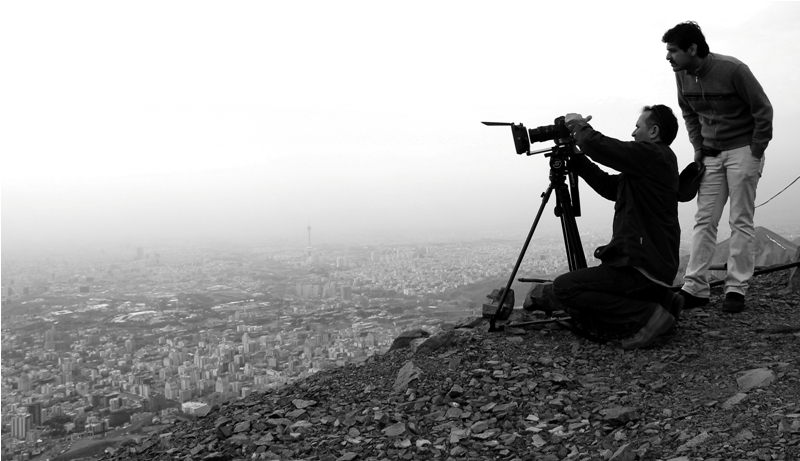
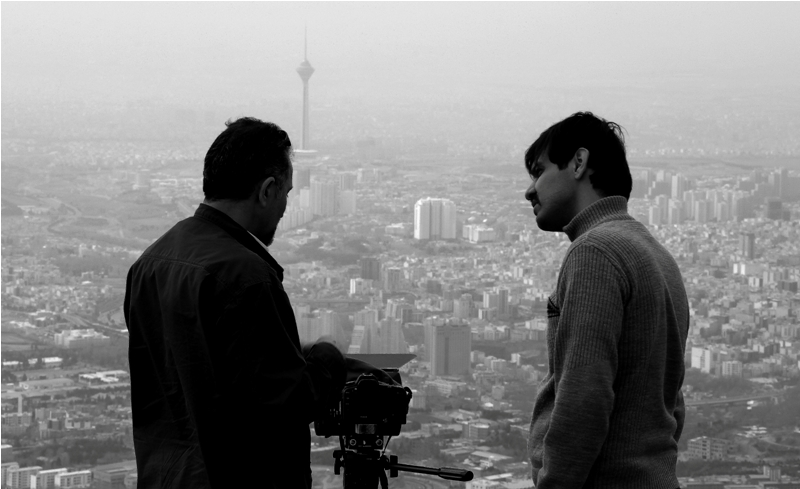
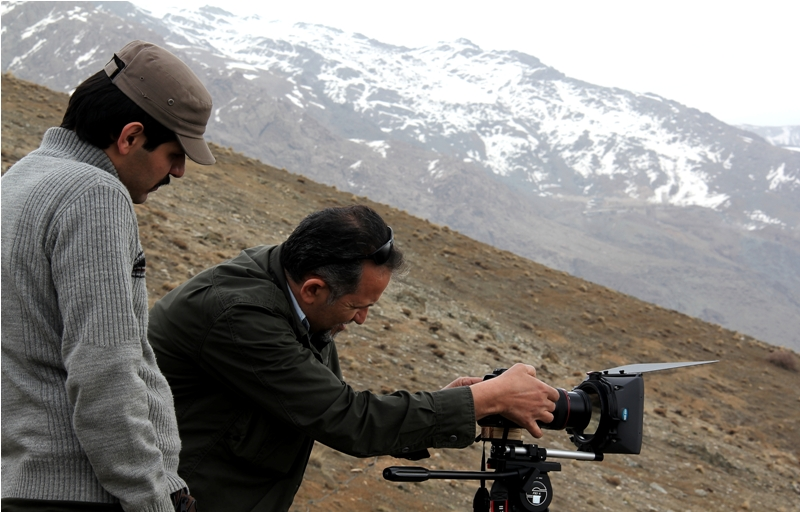
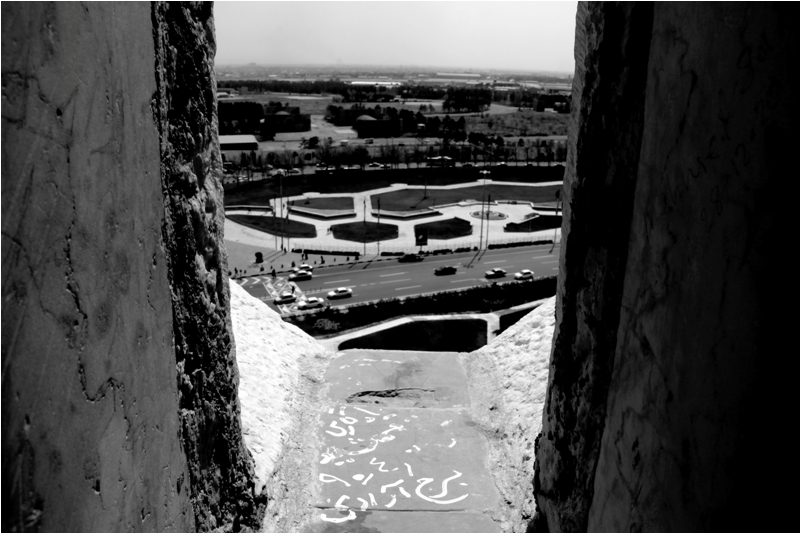
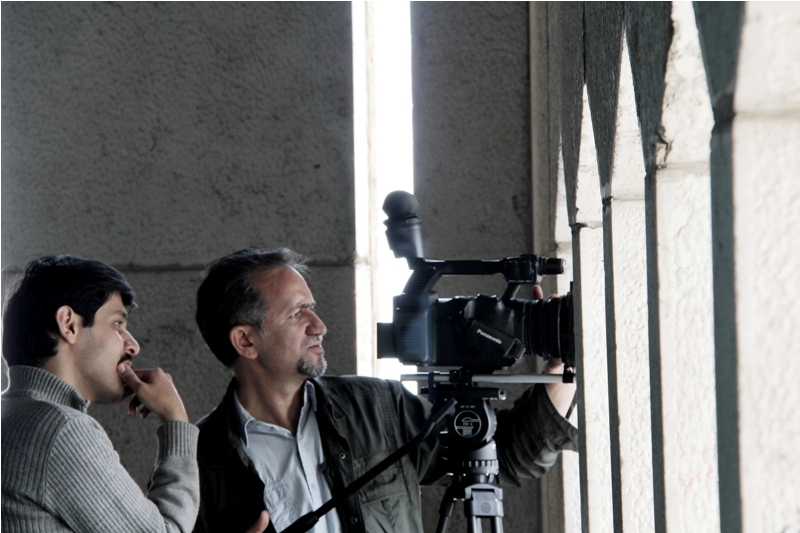
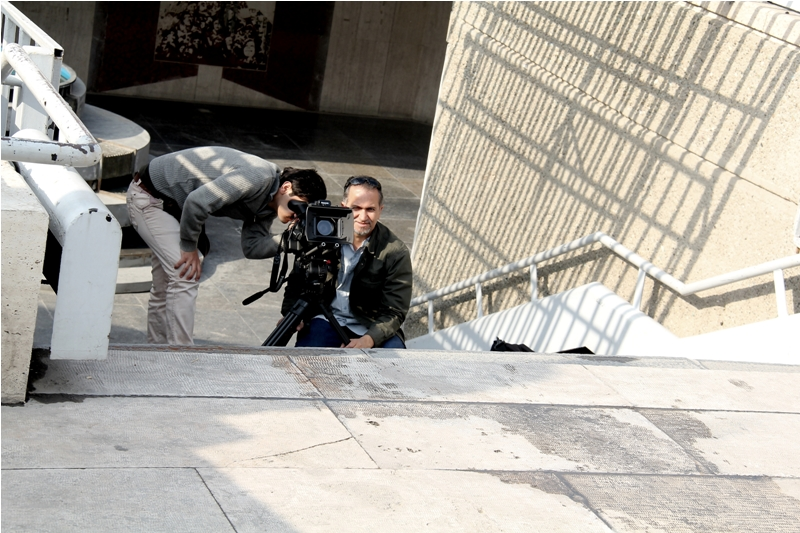
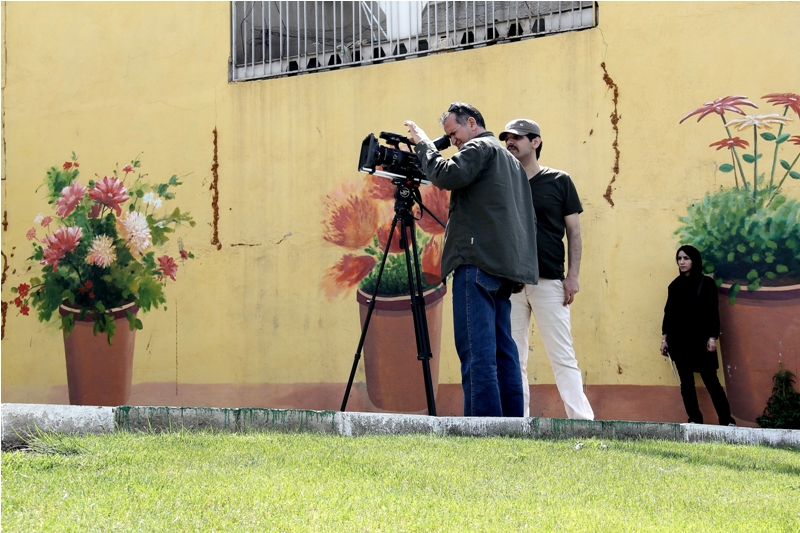
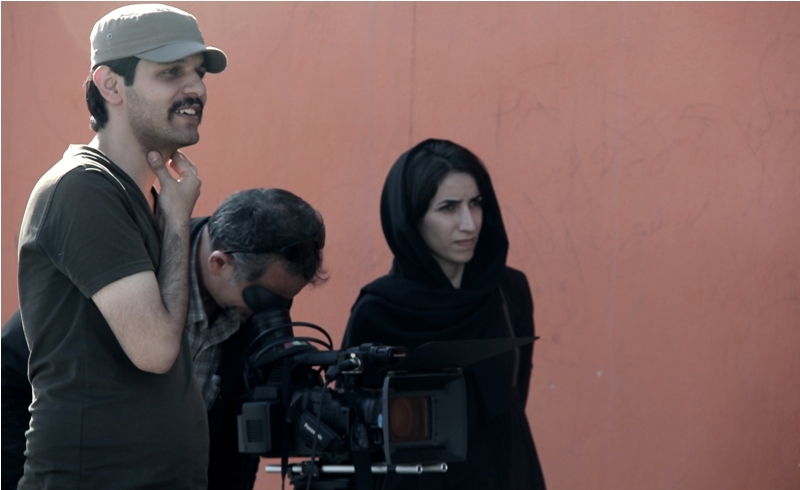
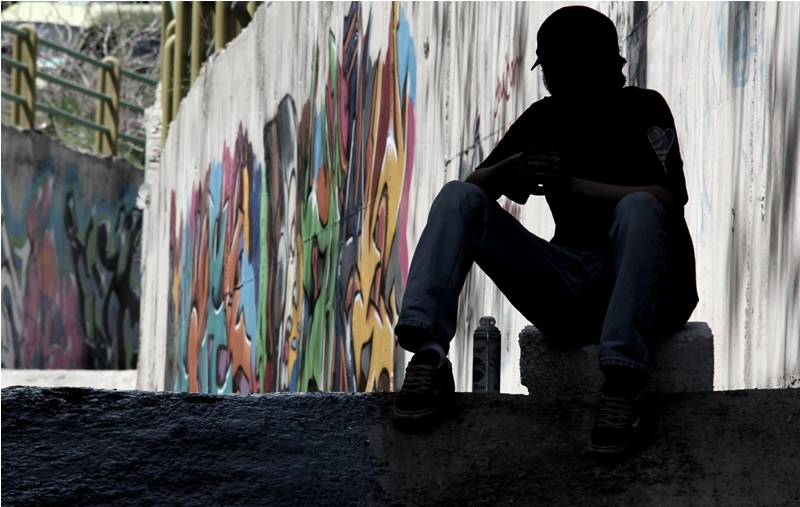
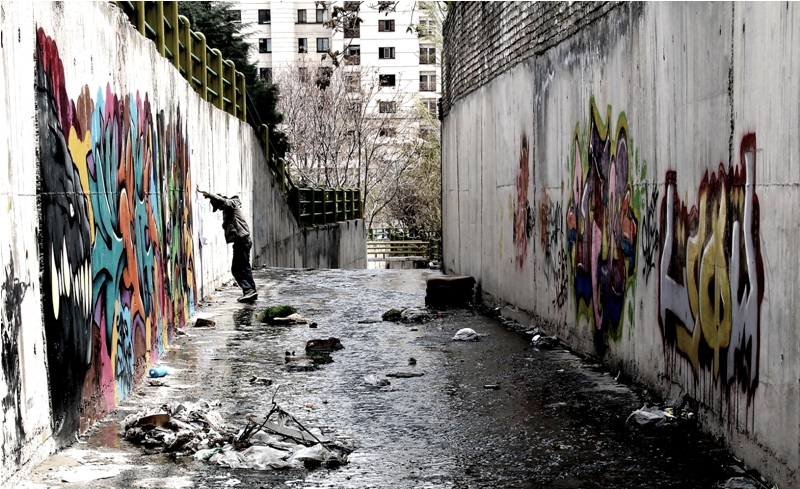
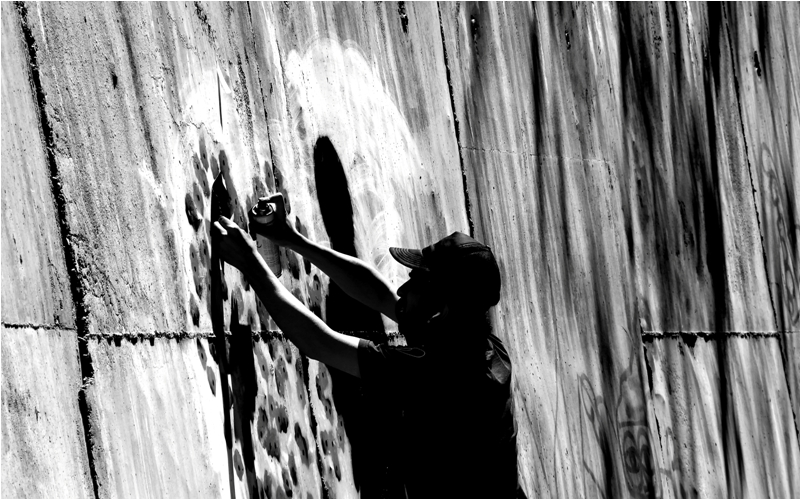
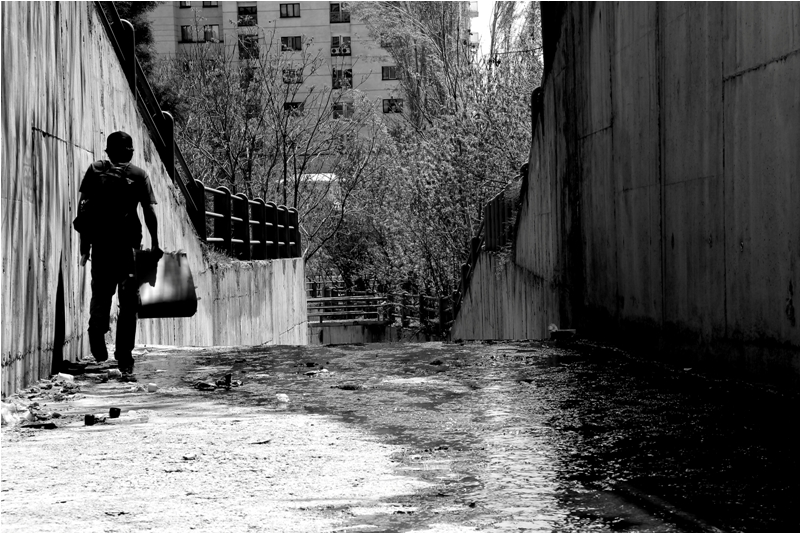
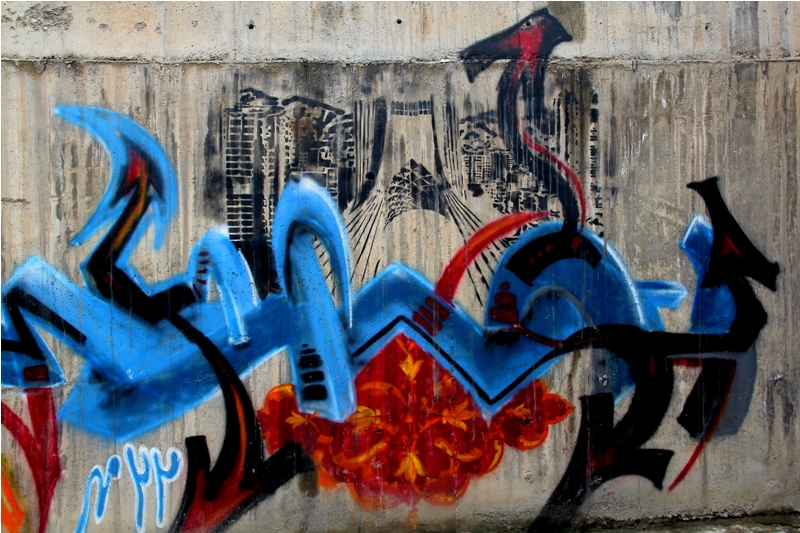
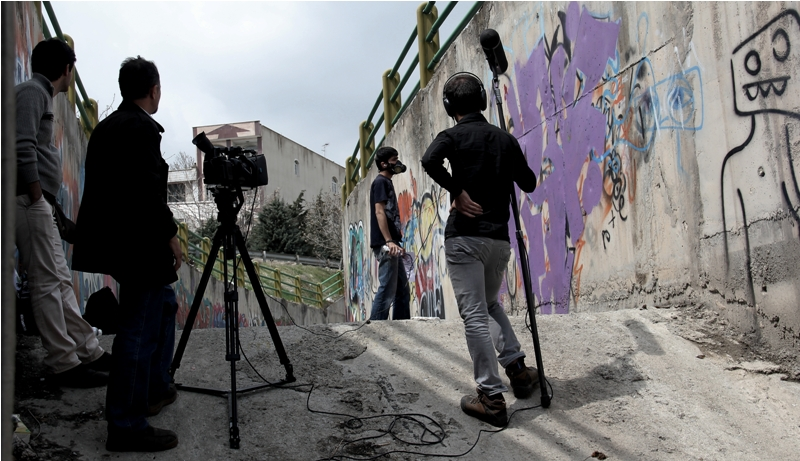
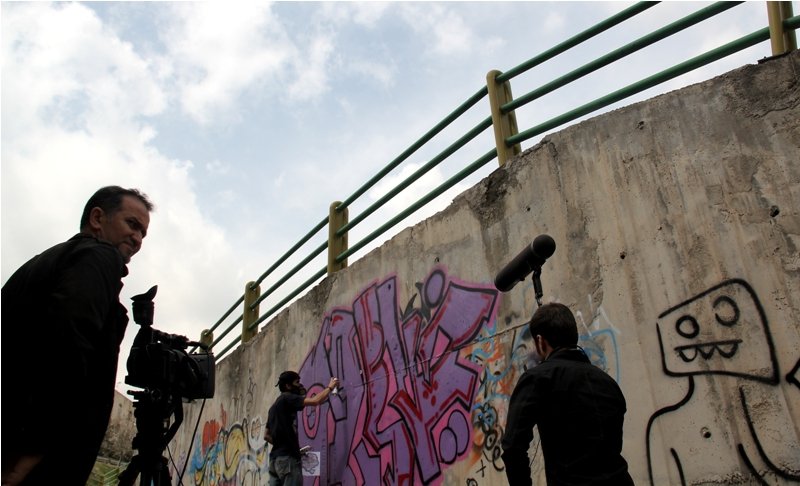
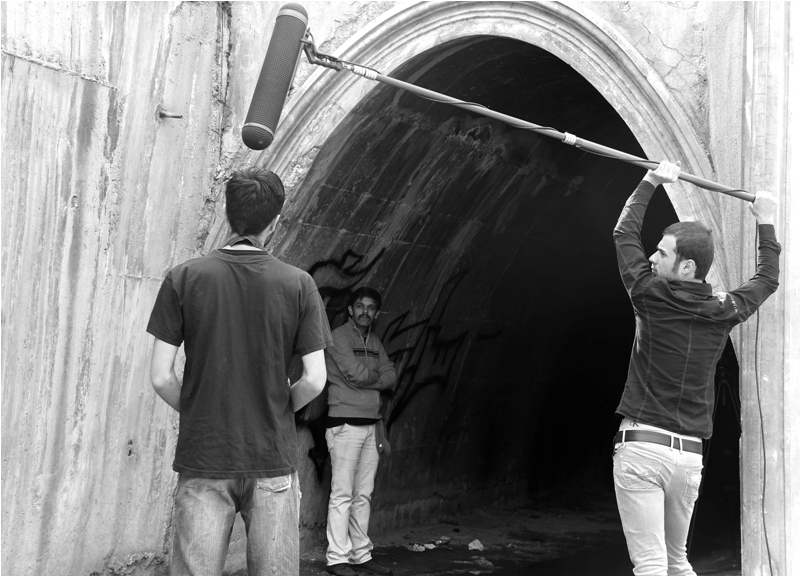
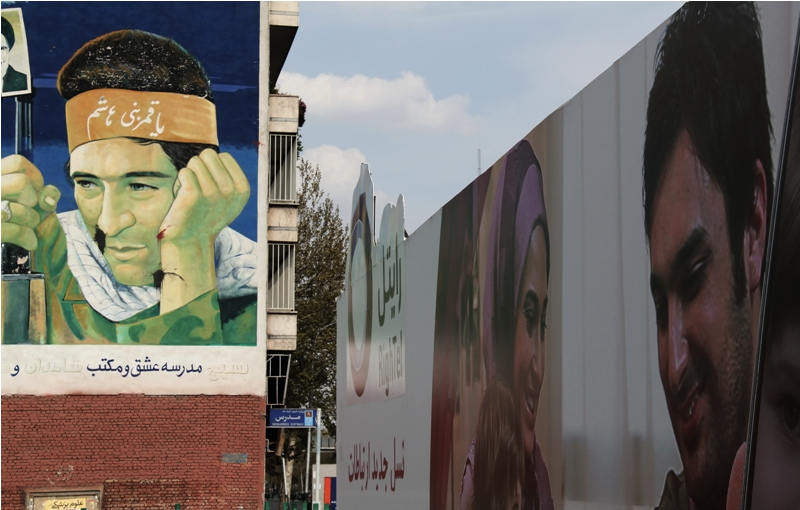
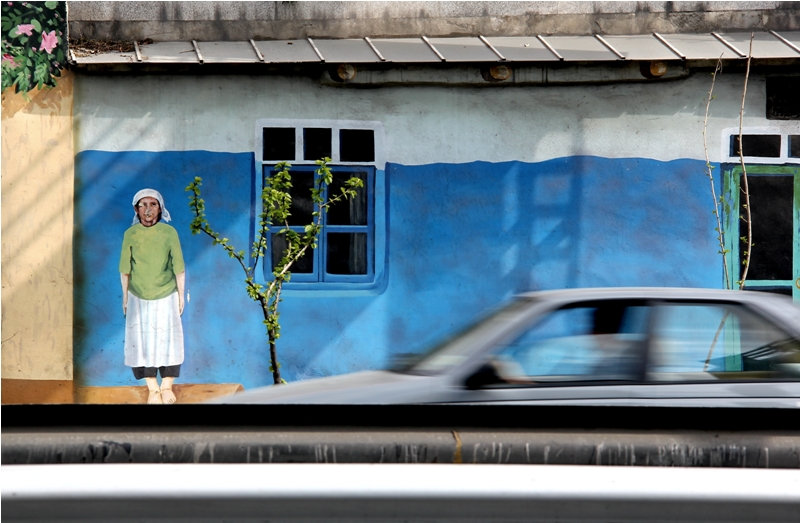
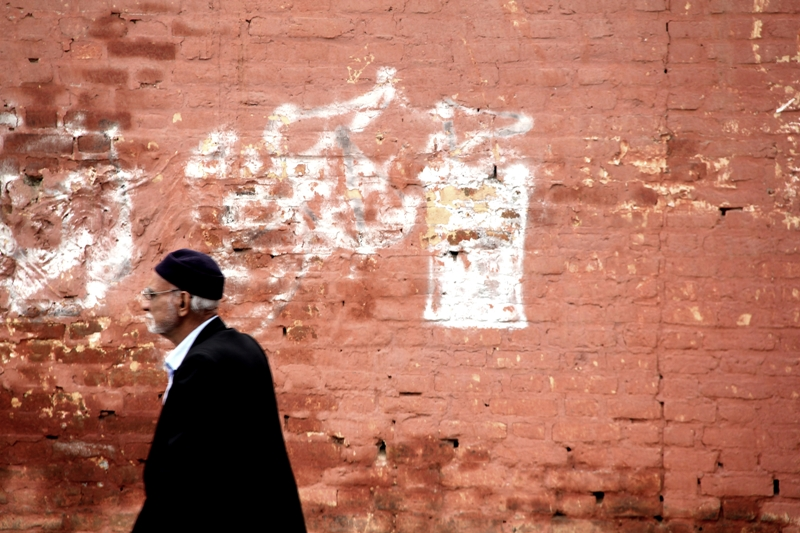
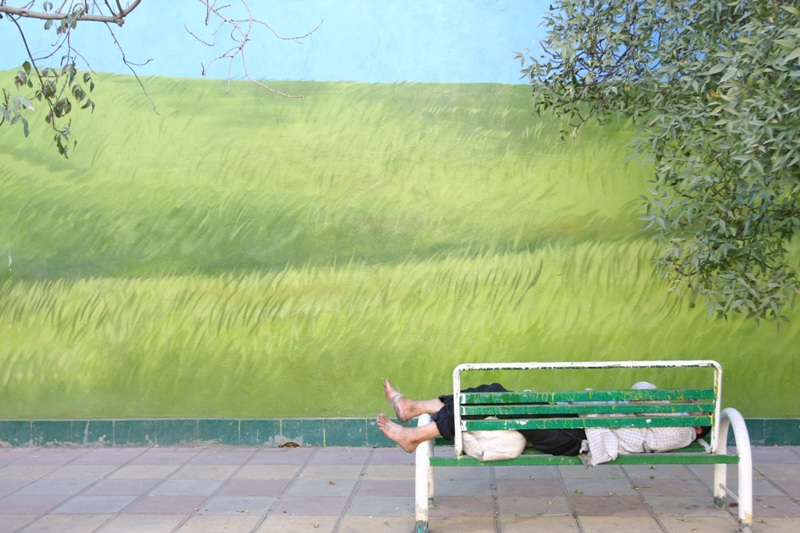